# 疊氮化鋰

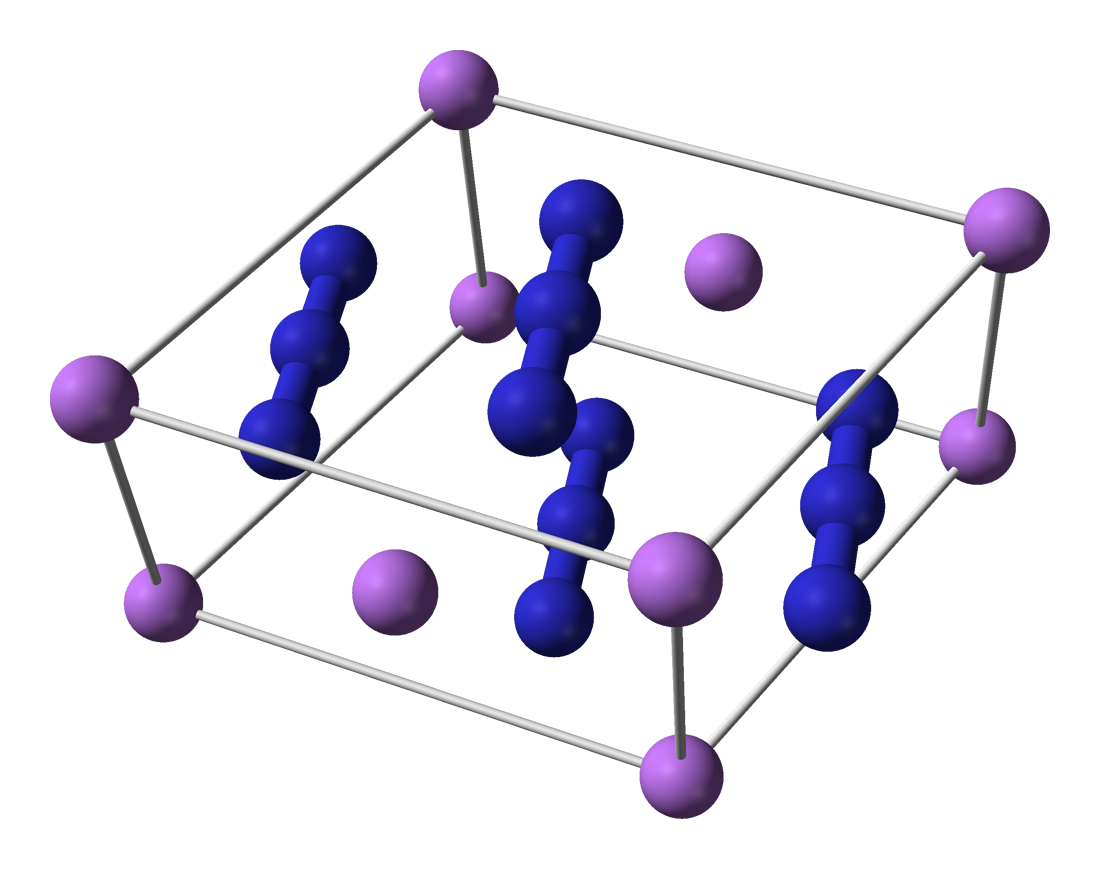
疊氮化鋰的晶格

疊氮化鋰是鋰的疊氮酸鹽，其化學式為LiN3。它是一種不穩定且有毒的化合物，加熱時，分解成氮和鋰。

## 制備
它可以透過疊氮化鈉和硝酸鋰的複分解反應製備：
NaN3 + LiNO3 → LiN3 + NaNO3
硫酸鋰也可以:
2 NaN3 + Li2SO4 → 2 LiN3 + Na2SO4